# Lukaya (rivière)
Pour les articles homonymes, voir Lukaya.
La Lukaya est une rivière de la république démocratique du Congo qui prend sa source à quelques kilomètres au sud de Kasangulu, qui traverse le sud de la ville de Kinshasa, avant de se jeter dans la Ndjili, une autre rivière de Kinshasa, qui elle-même se jette, une petite vingtaine de kilomètres plus loin, dans le fleuve Congo.

## Géographie
Elle prend sa source dans les monts de Cristal, dans le petit village de Ntampa, après le péage, à une altitude de 400 mètres. En réalité, cette rivière a deux sources, mais qui ne sont pas très éloignées l'une de l'autre. Elles forment deux petits cours d'eau (de moins de 5 mètres de large) qui se rejoignent à Kasangulu, derrière l'hôtel Nif (le seul hôtel de la ville). Cette confluence forme un petit lac.

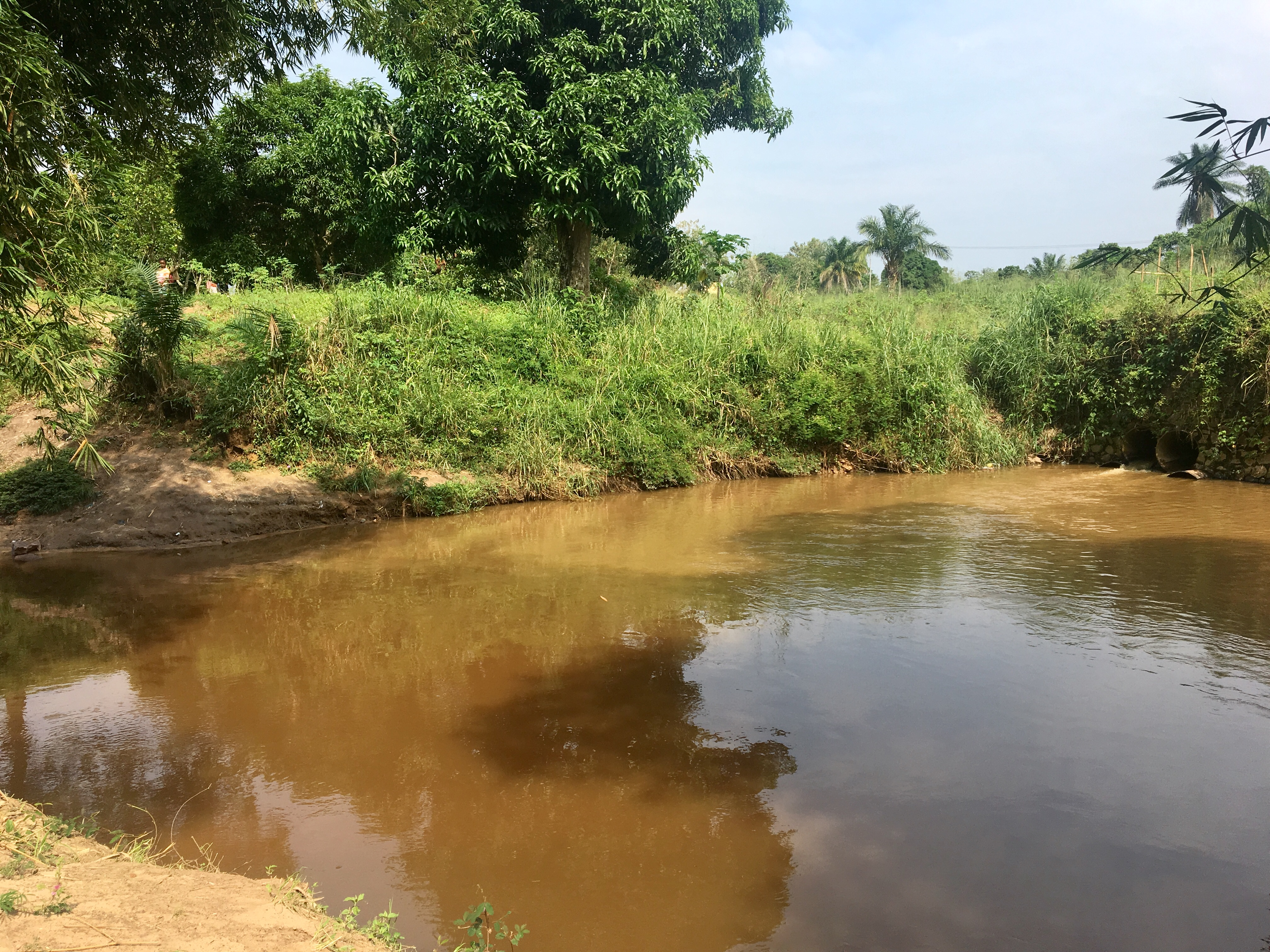
Lieu où les deux branches de la Lukaya se rejoignent.

La rivière se dirige ensuite vers la ville de Kinshasa. Elle traverse la commune de Mont Ngafula, puis entre dans la commune de Ndjili avant de se jeter dans la rivière qui a donné son nom à la commune, la rivière Ndjili, à une altitude de 300 mètres, vingt kilomètres avant que celle-ci ne se jette dans le fleuve Congo (Pool Malebo) en amont de Kinshasa. La Lukaya est pour cette raison un sous-affluent du fleuve Congo.

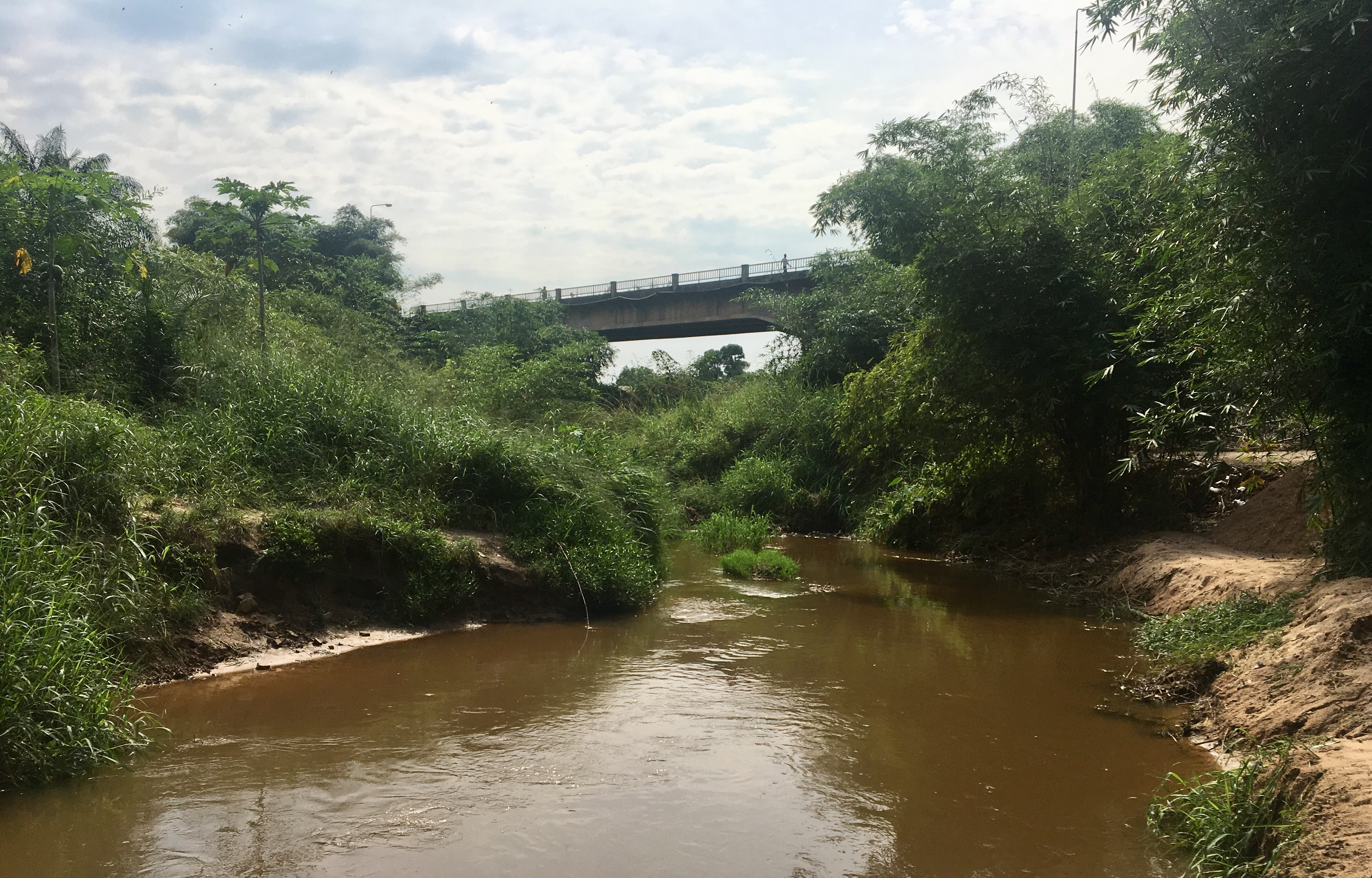
La rivière Lukaya à Kasangulu, traversée par la N1.

La vallée de la rivière est empruntée par la ligne de chemin de fer Matadi-Kinshasa sur sa dernière partie, passant au sud puis à l'est de Kinshasa. En prenant le train, on peut donc admirer la rivière pendant une quarantaine de kilomètres, par intermittence.

## Tourisme
Au sud de Kinshasa, une petite cascade sur la rivière est un lieu regroupant plusieurs activités touristiques : le lac Ma Vallée (4° 29′ 41″ S, 15° 16′ 56″ E); Lola ya bonobo, le sanctuaire des bonobos de Kinshasa (commune de Mont Ngafula); les Petites chutes de la Lukaya (4° 29′ 09″ S, 15° 16′ 02″ E), en face desquelles on trouve une petite plage de sable.

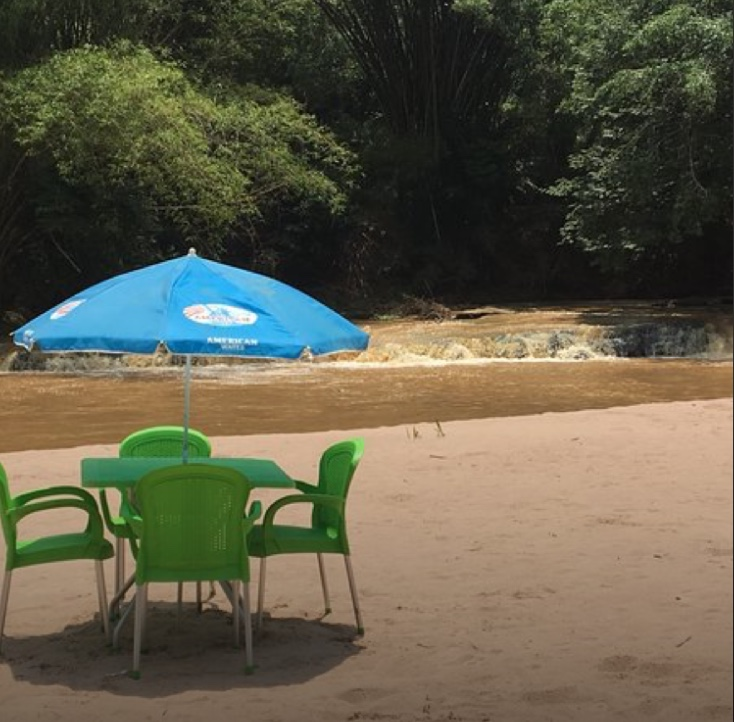
Petites chutes de la Lukaya et plage.

## Écologie
La rivière Lukaya est menacée sur plusieurs fronts. À sa source et pendant ses premiers kilomètres, elle est mise en difficulté à cause de la déforestation intense causée par les populations locales qui produisent du charbon de bois en coupant les arbres. En amont, plusieurs sociétés comme la SBA (Société de Broyage d’Afrique), la SGI (Société Générale Immobilière) et la ferme « Mini Congo » y déversent leurs déchets. En aval, la rivière est confrontée à une forte pression démographique, ainsi qu’à l’urbanisation anarchique qui en découle. Un grand nombre de riverains déversent leurs déchets dans la rivière. On peut le constater sur la photo ci-dessous, prise en juin 2019 près du lac Ma Vallée. C'est l'eau utilisée par la Regideso pour la commune de Mont-Ngafula : l'eau que les membres de leur famille et leurs amis boivent et utilisent pour se laver ou faire la lessive.

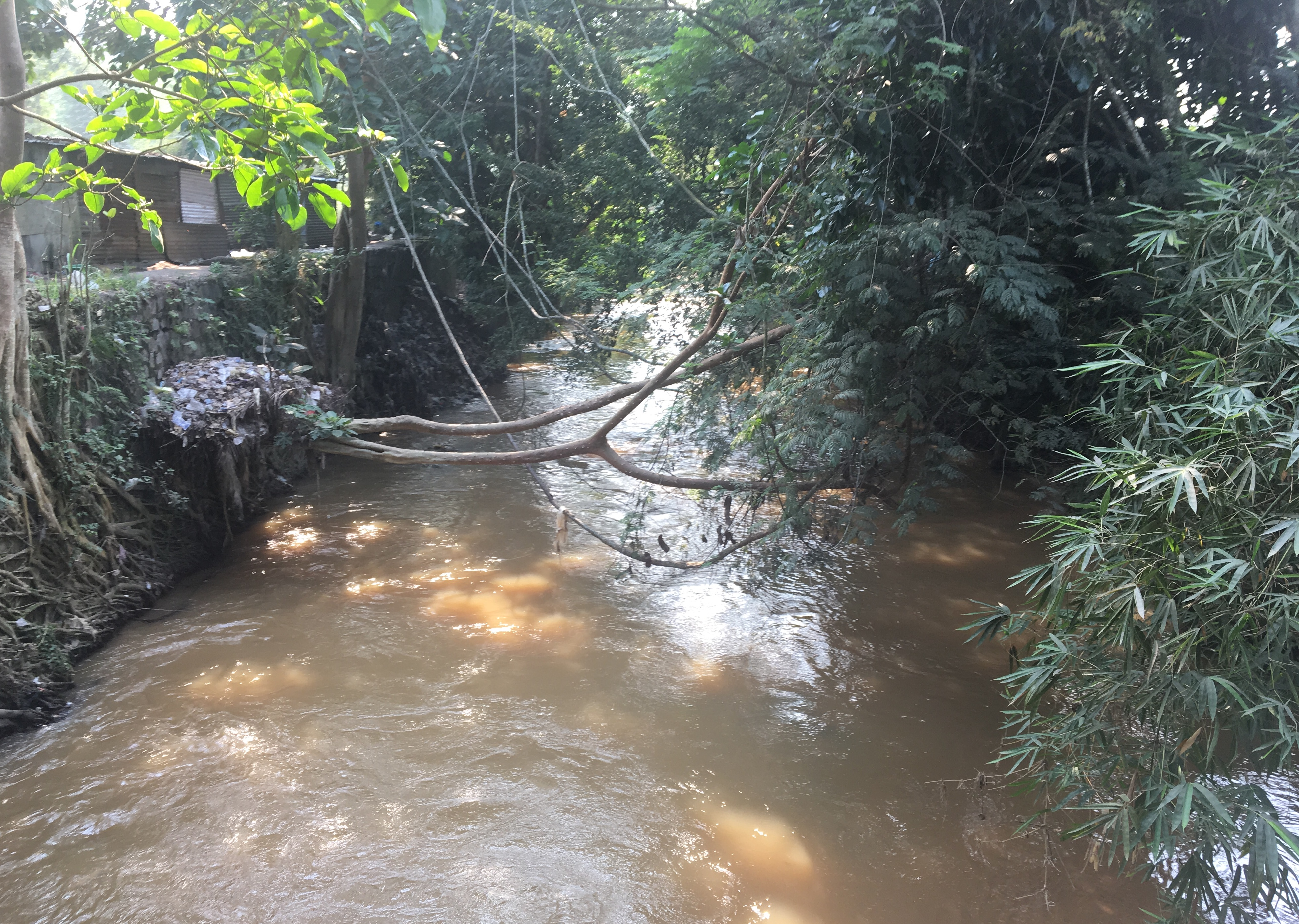
La rivière Lukaya, juste avant le lac Ma Vallée

Par ailleurs, ses poissons sont systématiquement exterminés par la Regideso, la compagnie chargée de la distribution d’eau, de façon périodique, lors de l’entretien de ses installations hydrauliques.

## État indépendant du Congo
La Lukaya a donné un temps son nom à un des districts de l'État indépendant du Congo.